# Будухский язык
Буду́хский язы́к или будугский язык (самоназвание budad mez) — язык будухцев, народа на северо-востоке Азербайджана. Распространён в качестве языка бытового общения в нескольких сёлах Кубинского и Хачмасского районов, главным образом в сёлах Будуг, Дели-Кая, Пирусти, Ялавандж и других. Число говорящих на будухском языке около 5 тыс. чел (оценка 1994 года).
Будухский язык — один из лезгинских языков, наиболее близок к крызскому языку, с которым составляет шахдагскую подгруппу. Диалектов не имеет.

## Генеалогическая и ареальная информация
Будухский язык распространён в качестве языка бытового общения в нескольких сёлах Губинского и Хачмасского районов Азербайджана, главным образом в сёлах Будуг (Будух), Дели-Кая, Пир-Устю, Ялавандж и других. В исследовании «The Sociolinguistic Situation of the Budukh in Azerbaijan» (2005) указаны 23 населенных пункта в Азербайджане, где хотя бы несколько человек говорят на будухском. Отдельные семьи говорят на будухском в некоторых городах России. Село Будух расположено в труднодоступном районе Кавказа, на высоте около 2000 метров. Зимой будухоязычные поселения вокруг села Будух на несколько месяцев отрезаны от равнинных поселений. Ергюч — равнинное поселение, как и расположенные рядом сёла. Авторы исследования «The Sociolinguistic Situation of the Budukh in Azerbaijan» (2005) условно делят будухоязычные поселения на горные и равнинные. Будухи тесно связаны с крызами и хиналугами, азербайджанцами и лезгинами.
Будухский язык относится к лезгинской подгруппе дагестанской группы нахско-дагестанской семьи. По географическому принципу составляет шахдарскую подгруппу вместе с крызским языком, к которому очень близок, и хиналугским языков. В статье Дешериева Ю. Д. (Будухский язык // Языки народов СССР. Т. 4. М., 1967), информации на Glottolog.org и в других источниках указаны два диалекта будухского языка: стандартный будухский (Budukhi) и речь жителей населенного пункта Ергюч Хачмасского района (Yergyuch). В других источниках, например, в статье Э. М. Шейхова (Будухский язык // Языки мира: Кавказские языки. М., 1999), отмечено отсутствие диалектов будухского языка.

## Социолингвистическая информация
Будухский — язык будухов. Информация о численности говорящих по-будухски различается в разных источниках. В статье Шейхова Э. М. (Будухский язык // Языки мира: Кавказские языки. М., 1999) указано, что в 1895 году на будухском говорило 2625 человек, а сейчас число носителей около 5000 человек. В исследовании «The Sociolinguistic Situation of the Budukh in Azerbaijan» (2005) сказано, что по результатом последней переписи (1968) число будухов (которые, при этом, не всегда владеют будухским языком) — около тысячи человек.
Население деревень, в которых говорят на будухском языке, постоянно сокращается. Большая миграция была после Второй мировой войны, сейчас молодёжь уезжает из этих регионов из-за отсутствия мест для учебы и работы. Особенно активно сокращается население горных поселений, население равнинных деревень в 90-е и 00-е даже возросло.
В горных будухоязычных поселениях всё население говорит на будухском, используя его наравне с азербайджанским в быту и семьях. Из 43 домов в селе Будух (в 2005 году) только на будухском дома разговаривают 10-15 семей (по оценкам одного из жителей деревни Будух). Язык передается детям, но около 40 % первоклассников не понимают языка, когда приходят в школу. В равнинных поселениях основным языкаом общения является азербайджанский. Взрослые старше 30 лет могут говорить на будухском, но молодые люди и дети не перенимают, не изучают и не понимают этот язык. Ни в одном из поселений нет образования на будухском языке, обучение в школах ведется на азербайджанском языке. Все носители будухского языка двуязычны.
По данным атласа вымирающих языков UNESCO, язык находится под серьезной угрозой изчезновения (severely endangered). По данным Glottolog.org языку приписан статус shifted.

## Типологическая характеристика

### Тип выражения грамматических значений
Будухский язык преимущественно синтетический: грамматические значения выражаются с помощью аффиксов, присоединяющихся к основе. В языке очень сложная и развитая система словоизменения.

#### Существительные
Грамматические значения числа и падежа выражаются с помощью суффиксов:
| къэл-зəн    | къэл-əмəр-зəн  |
| ----------- | -------------- |
| голова-INST | голова-PL-INST |

#### Глаголы
Проиллюстрировать синтетизм можно и на примере глагольной системы. Например:
Iъас-и-л-дар
ходить-PRF-NOT
С помощью аффиксов выражено значение времени и отрицания.

### Характер границы между морфемами
Будухский — агглютинативный язык. Грамматические значения выражаются с помощью аффиксов, каждому из которых соответствует одна граммема.
В вышеуказанных примерах одна морфема имеет одно значение
Iъас-и-л-дар
ходить-PRF-NOT (л — фонетическая вставка)
«и» имеет значение прошедшего времени, «дар» — отрицания.
къэл-əмəр-əр
голова-PL-ERG
«əмəр» имеет значение множественного числа, əр — эргатива.
При этом, как уже было сказано выше, показателей множественного числа в языке несколько. Например:
риж-имбер-əр
девочка-PL-ERG
Одной и той же грамматической характеристике может соответствовать два разных способа выражения.

### Локус маркирования

#### Посессивная именная группа
В будухском языке зависимостное маркирование, как и во многих дагестанских языках. Зависимые в посессивной конструкции чаще всего ставятся справа от главного слова и маркируются окончаниями косвенных падежей: генитива (у Талибова — родительный-II) для «неорганической» принадлежности, локатива (у Талибова и Шейхова — локатив I) для органической принадлежности (части тела, кровное родство).
| дух-ор-а | йыкI   |
| сын-LOC  | сердце |

сердце сына
| шег-илд-у | куьркуьдж |
| ярка-GEN  | хлев      |

хлев ярки
Система склонения в будухском сложная, часто встречается супплетивизм и изменения основы. части «ор» и «илд» — изменения основы слова при склонении. «А» и «у» — показатели падежей.

#### В предикации
В предикации к глаголу часто, но не всегда, присоединяется показатель грамматического класса зависимого существительного. В целом, маркирование зависимостное. При связи глагола в непереходной конструкрукции с агенсом и в переходной — с пациесом, как и в других случаях, номинатив выражается отсутствием суффикса косвенных падежей.
| гlайел      | къалкъал-джи  |
| ребенок-NOM | лечь. IMP-PRF |

ребенок упал (лёг).
| ада-ра   | кIул    | гIохIоцIу-ра-ви |
| отец-ERG | дом-NOM | ломать-PRS-esse |

Отец дом ломает.

### Тип ролевой кодировки
Будухский — язык с эргативной ролевой кодировкой. Кроме того, есть аффективные предложения, в которых экспириенсер выражен дативом.
| риж      | иве   | Iъуще-р-ха-ри              |
| дочь-NOM | здесь | идти-показатель класса-PRS |

Дочь идёт сюда.
| гlайел      | къалкъал-джи  |
| ребенок-NOM | лечь. IMP-PRF |

ребенок упал (лёг).
| ада-ра   | кIул    | гIохIоцIу-ра-ви |
| отец-ERG | дом-NOM | ломать-PRS-esse |

Отец дом ломает.
| ший-из   | угу-нда | шидир      | йуко-джи   |
| брат-DAT | своя    | сестра-NOM | любить-PRF |

Брат любил свою сестру.

### Базовый порядок слов
В будухком преобладает порядок SOV, но Шейхов отмечает, что порядок достаточно свободный.
| къурулд-ур | агъай-е    | къабугъ  | йахIа-джи    |
| заяц-ERG   | дерево-LOC | кора-NOM | ободрать-PRF |

## Особенности языка

### Особенности фонетики
В системе гласных фонем противопоставляются лабиальные и нелабиальные гласные переднего ряда среднего подъема. Кроме того, отдельной фонемой является передний гласные нижнего подъема (подобные четырехугольные системы в данном ареале встречаются реже треугольных).
Система гласных фонем:
|                | передний ряд | передний ряд | задний ряд | задний ряд |
| нелабиальные   | лабиальные   | нелабиальные | лабиальные |            |
| -------------- | ------------ | ------------ | ---------- | ---------- |
| верхний подъем | и            | уь           | ы          | у          |
| средний подъем | э            | оь           |            | о          |
| нижний подъем  | аь           |              | а          |            |

Гласные фарингализуются в соседстве с фарингальными согласными, что характерно для ареала.
Как и в большинстве дагестанских языков в будухском языке есть фарингальные согласные.
Гармония гласных по ряду, характерная для кавказских языков, распространена прежде всего в именном склонении.

### Морфология. Трансфиксы.[8]
При словоизменении и словообразовании в будухском языке часто сильно изменяется основа. В некоторых случаях можно утверждать, что мы имеем дело с трансфиксами. Чаще всего трансфиксация не выражает грамматическое значение сама по себе, а совмещается с суффиксацией/префиксацией.
| перевод          | класс | Perfective | Imperfective |
| ---------------- | ----- | ---------- | ------------ |
| спать            | I     | eχir       | arχar        |
| спать            | III   | öχür       | orχor        |
| CAUS от «спать»  | I     | eχir       | erχi         |
| CAUS от «спать»  | III   | öχür       | örχü         |
| сидеть           | I     | aq’ul      | alq’al       |
| сидеть           | III   | oq’ul      | olq’ol       |
| CAUS от «сидеть» | I     | eq’il      | elq’i        |
| CAUS от «сидеть» | III   | öq’ül      | ölq’ü        |

Трансфиксы появились в результате фонологического изменения, затрагивающего корневые гласные в сочетании с инфиксами класса и суффиксом каузатива, восходящему к глаголу i «делать».(Authier 2009)
- öχür < *e-w-χ-r ‘it slept’
- orχor < *a-w-r-χ-ar ‘it sleeps’
- elq’I < *a-lq- + *i- ‘makes him sit’
- ölq’ü < *a-w-lq’- + *i- ‘makes it sit’

Транфиксация — редкое явление для данного ареала.

### Морфология. Редупликация.
Редупликация используется как продуктивный способ словообразования слов со значением частоты, интенсивности:
дах-дах (часто)
Есть два вида возвратных местоимений: нередуплицированное и редуплицированное. Первый используется в притяжательных конструкциях и зависимых оборотах.
рижер гадара ид нагIра суьъуь лазыми.
девочке нужно, чтобы мальчик ее позвал.
Для актантной рефлексивизации используется форма местоимения, образующаяся префиксацией формы абсолютива к соответствующему местоимению.
зын зын-заз къизилджу сил йодгъуджи
я себе золотой зуб вставил.
Редупликация язвляется довольно частым способом образования местоимений и наречий в дагестанских языках.

### Система склонения существительных
Хотя сложная система склонения характерна для дагестанских языков, стоит отметить разногласия в вопросе описания этой системы. Система склонения существительных описывается по-разному у разных исследователей. Во-первых, варьируется количество падежей: 10 в статье Дешериева Ю. Д. Будухский язык // Языки народов СССР. Т. 4. М., 1967, 13 в грамматике будухского языка Букара Талибова. Это обусловленно выделением Б. Б. Талибовым второго родительного падежа и различиями в подсчете местных падежей и их отличения от послелогов. Так же Б. Б. Талибов выделяет больше различных суффиксов для каждого грамматического значения, в отличие от Ю. Д. Дешериева не выделяет разновидностей склонения и подробнее описывает систему изменения основ. Шейхов в [Шейхов Э. М. Будухский язык // Языки мира: Кавказские языки. М., 1999] выделяет 12 падежей и свой способ описания их образования. В этой системе была использована система Ю. Д. Дешериева, так как она более систематизированная, пусть и менее подробная.
Ю. Д. Дешериев выделяет 4 разновидности склонения существительных в зависимости от окончания именительного падежа множественного числа (показателя множественного числа):
- односложные существительные, во множественном числе именительном падеже оканчиваются на -ри
- во множественном числе именительном падеже оканчиваются на -ар//-əр
- во множественном числе именительном падеже оканчиваются на -имер//-əмəр
- во множественном числе именительном падеже оканчиваются на -имбер//-умбер//-мбер

Рассмотрим склонение третьей разновидности:
|          | единственное число | множественное число |
| -------- | ------------------ | ------------------- |
| NOM      | къэл               | къэл-əмəр           |
| ERG      | къэл-əр            | къэл-əмəр-əр        |
| GEN      | къэр-а             | къэл-əмəр-а         |
| DAT      | къэл-аз            | къэл-əмəр-аз        |
| INST     | къэл-зəн           | къэл-əмəр-зəн       |
| LOC      | къэл-ах            | къэл-əмəр-əх        |
| INESS II | къэл-а             | къэл-əмəр-а         |
| ABL      | къэл-ар            | къэл-əмəр-ар        |
| ALL      | къэл-а             | къэл-əмəр-а         |

## Письменность
В начале XXI века азербайджанскими специалистами был разработан алфавит для будухского языка. Предпринимаются попытки его внедрения в будухских школах. Алфавит имеет следующий вид:A a, Ä ä, B b, C c, Ç ç, Ç' ç', D d, E e, Ә ә, F f, G g, Ğ ğ, Ğh ğh, H h, Hh hh, X x, Xh xh, I ı, İ i, J j, K k, K' k', Q q, Q' q', Qh qh, L l, M m, N n, O o, Ö ö, P p, P' p', R r, S s, Ş ş, T t, T' t', Ts' ts', U u, Ü ü, V v, Y y, Z z, '. В 2017 году был издан «Картинный словарь будухского языка», в котором использован несколько отличная версия алфавита: A a, Ä ä, B b, C c, Ç ç, Ç' ç', D d, E e, Ә ә, F f, G g, Ğ ğ, H h, Ħ ħ, I ı, İ i, J j, K k, K' k', L l, M m, N n, O o, Ö ö, P p, P' p', Q q, Q' q', Qh qh, R r, S s, Ş ş, T t, T' t', Ts' ts', U u, Ü ü, V v, X x, Xh xh, Y y, Z z, ʕ, ', ˚.
В первом официально выпущенном будухском букваре использован следующий алфавит:
| A a | Ä ä   | B b     | C c | Ç ç   | Çˊ çˊ | D d | E e   | Ә ә   | F f | G g | Ğ ğ   |
| H h | Hˊ hˊ | Hˊˊ hˊˊ | İ i | I ı   | J j   | K k | Kˊ kˊ | L l   | M m | N n | O o   |
| Ö ö | P p   | Pˊ pˊ   | Q q | Qˊ qˊ | Qh qh | R r | S s   | Sˊ sˊ | Ş ş | T t | Tˊ tˊ |
| U u | Ü ü   | V v     | X x | Xˊ xˊ | Y y   | Z z | ˊ     | ˚     |     |     |       |

## Список сокращений
| NOM      | номинатив                 |
| ERG      | эргатив                   |
| GEN      | генитив                   |
| DAT      | датив                     |
| INST     | инструменталис            |
| LOC      | локатив                   |
| INESS II | инессив II                |
| ABL      | аблатив                   |
| ALL      | аллатив                   |
| PL       | множественное число       |
| NOT      | отрицание                 |
| PRF      | перфект                   |
| PRS      | настоящее время (презенс) |
| .IMP     | основа императива         |

### Грамматические очерки
- Дешериев Ю. Д. Будухский язык // Языки народов СССР. Т. 4. М., 1967.
- Alekseev M. Budukh // Indigenous languages of the Caucasus. V. 4, P. 2. Delmar; N.Y., 1994.
- Шейхов Э. М. Будухский язык // Языки мира: Кавказские языки. М., 1999.
- Талибов, Б. Б. Будухский язык: монография / Б. Б. Талибов; Б. Б. Талибов; Дагестанский науч. центр Российской акад. наук, Ин-т яз., лит. и искусства им. Г. Цадасы. — Москва : Academia, 2007

### Языковая ситуация
- Clifton J. et al. The sociolinguistic situation of the Budukh in Azerbaijan // Studies in languages of Azerbaijan. SIL International, 2002. Vol. 1.